# Budhlada
Budhlada è una città dell'India di 23.499 abitanti, situata nel distretto di Mansa, nello stato federato del Punjab. In base al numero di abitanti la città rientra nella classe III (da 20.000 a 49.999 persone).

## Geografia fisica
La città è situata a 29° 55' 60 N e 75° 34' 0 E e ha un'altitudine di 210 m s.l.m..

## Società

### Evoluzione demografica
Al censimento del 2001 la popolazione di Budhlada assommava a 23.499 persone, delle quali 12.423 maschi e 11.076 femmine. I bambini di età inferiore o uguale ai sei anni assommavano a 3.099, dei quali 1.702 maschi e 1.397 femmine. Infine, coloro che erano in grado di saper almeno leggere e scrivere erano 15.894, dei quali 9.043 maschi e 6.851 femmine.